# Zwerg-Haarschlund
Der Zwerg-Haarschlund (Comastoma nanum (Wulfen) Toyok., Syn.:  Gentianella nana (Wulfen) N.M.Pritch.), auch Zwergenzian genannt, ist eine Pflanzenart aus der Gattung der Haarschlünde (Comastoma) in der Familie der Enziangewächse (Gentianaceae).

## Beschreibung

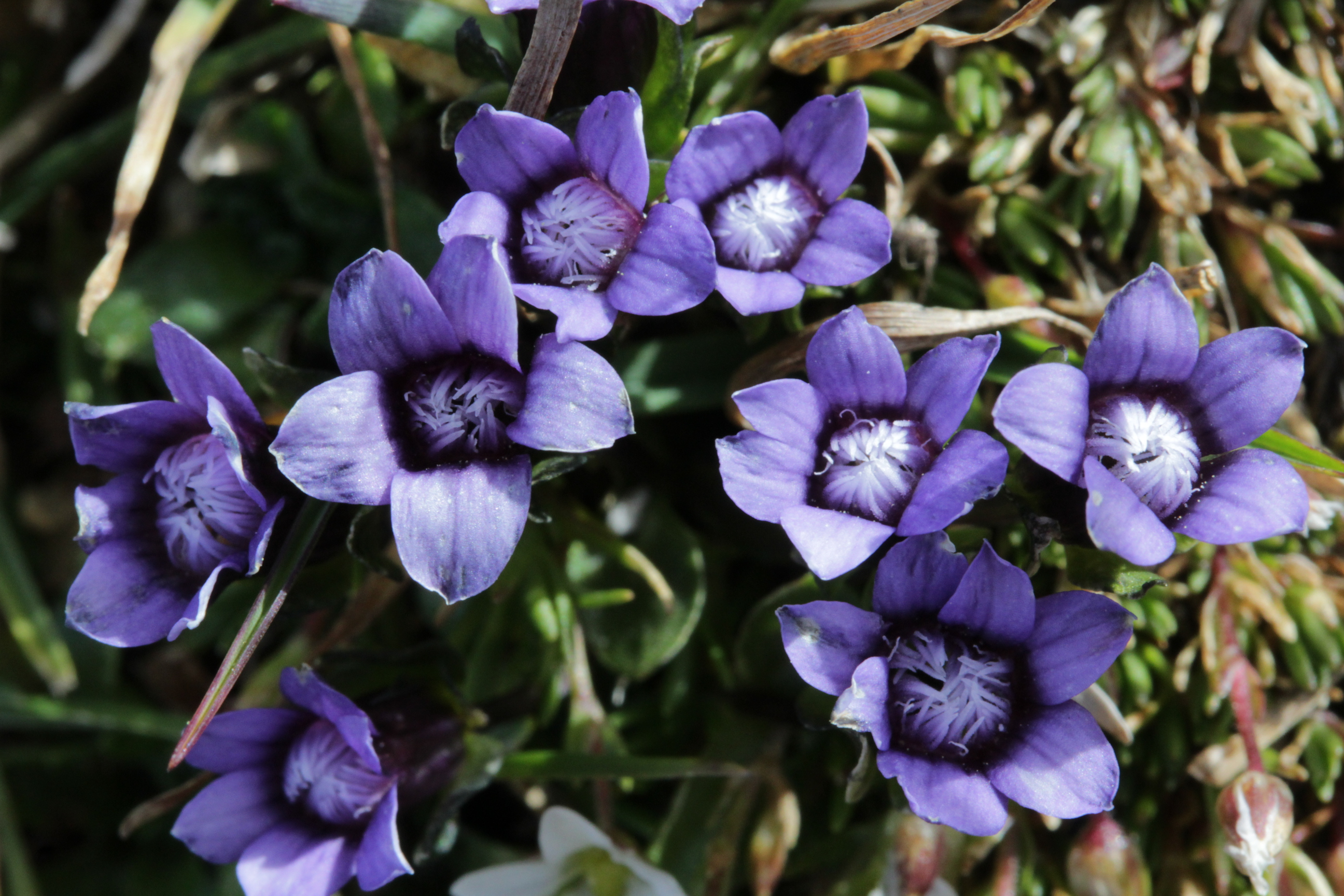
Blüten von oben

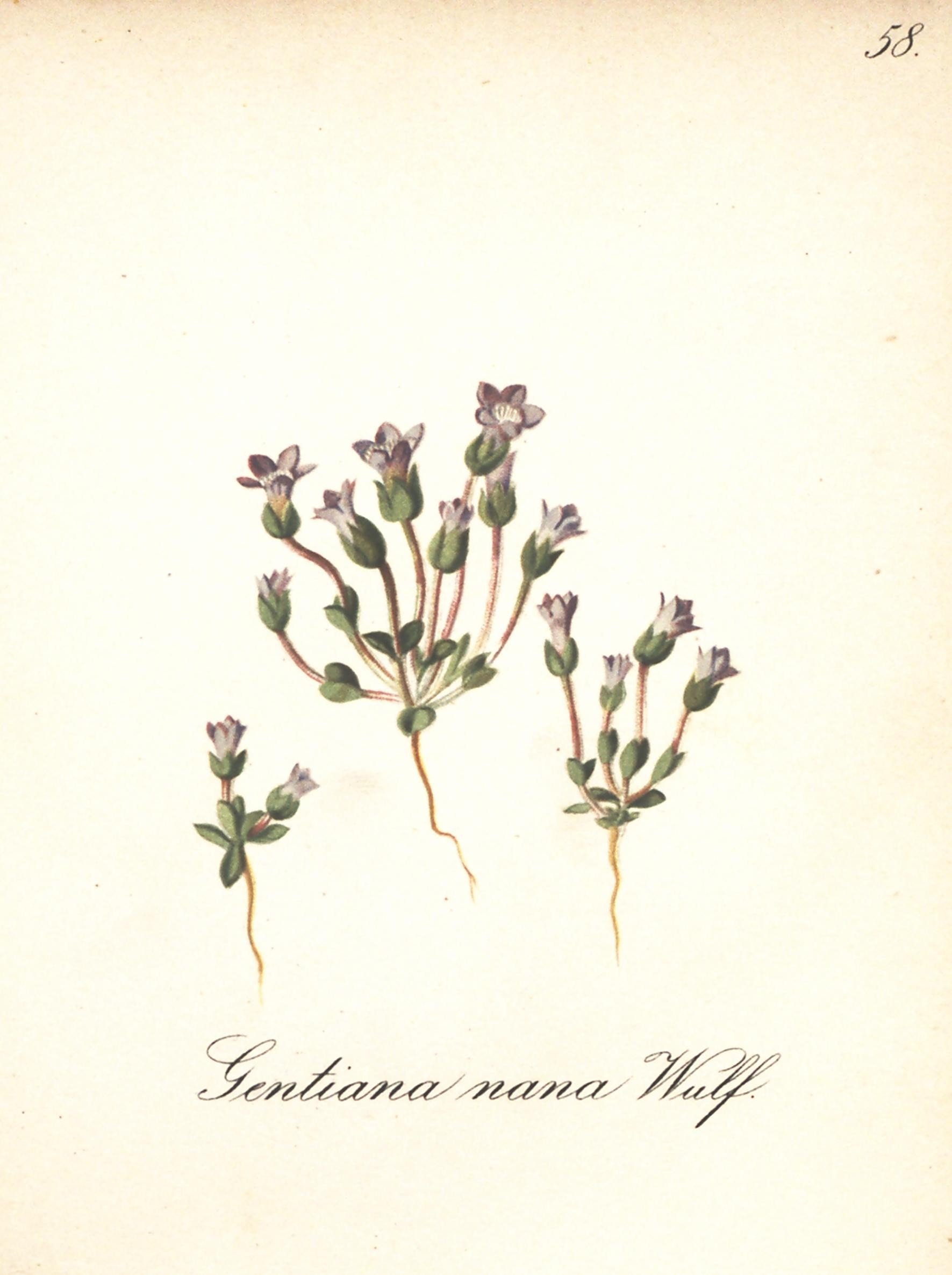
Illustration aus Die Alpenpflanzen nach der Natur gemalt, S. 58

### Vegetative Merkmale
Der Zwerg-Haarschlund ist eine einjährige krautige Pflanze, die Wuchshöhen von 2 bis 5, selten 8 Zentimetern erreicht. Sie ist kahl. Ihr Stängel ist am Grund verzweigt und treibt mehrere meist einblütige Äste. Die grundständigen Laubblätter sind fast rosettenartig angeordnet. Sie sind verkehrt eiförmig bis länglich, stumpf und drei- bis fünfnervig. Die Stängelblätter sind wenig zahlreich, oft ist nur ein Blattpaar vorhanden.

### Generative Merkmale
Blütezeit ist Juli bis September. Es ist ein Blütenstiel erkennbar.
Die zwittrige Blüte ist meist fünfzählig, selten auch nur vierzählig mit doppelter Blütenhülle. Die fünf Kelchblätter sind nur kurz glockig und etwas bauchig verwachsen. Die fünf Kelchzipfel sind länglich mit fast stumpfem oberen Ende; sie sind bauchig und kürzer als die Kelchröhre. Die dunkel-violettblaue Blütenkrone ist röhrig-glockig und besitzt einen Saum aus fünf eirunden Zipfeln. Die Krone ist im Schlund bärtig und so lang oder länger als die Kelchzipfel. Die Schlundschuppen sind klein und ohne Leitbündel. Es sind fünf Staubblätter vorhanden. Am Grund befindet sich zwischen zwei Staubblättern nur je eine Nektargrube. Der Fruchtknoten ist länglich. Ein Griffel fehlt, die Narbe ist sitzend. Die Samenanlagen sind in zwei oder drei Längsreihen angeordnet. Die Samen sind linsenförmig.

## Vorkommen
Comastoma nanum ist ein Endemit der Ostalpen. Es gibt Fundortangaben für Österreich und Norditalien vor. Sie gedeiht auf feuchtem Schutt, auf Moränen, in Moospolstern, stets auf Urgestein. Sie wächst in Höhenlagen von 2200 bis 2800 Metern.

## Taxonomie
Die Erstveröffentlichung erfolgte 1779 unter dem Namen Gentiana nana durch Franz Xaver von Wulfen in Nikolaus Joseph von Jacquins Miscellanea Austriaca ad botanicam, chemiam, et historiam naturalem spectantia, Band 1, S. 161, Tafel 18, Figur 3. Diese Art wurde 1961 von Hideo Toyokuni als Comastoma nanum (Wulfen) Toyok. in Botanical Magazine (Tokyo), Volume 74, S. 198 in die Gattung Comastoma gestellt. Weitere Synonyme sind: Lomatogonium nanum (Wulfen) Á.Löve & D.Löve, Gentiana glacialis var. pumila Gaudin, Gentiana tenella var. nana (Wulfen) Bolzon. Der akzeptierte Name ist Gentianella nana (Wulfen) N.M.Pritch., er wurde durch Noël Marshall Pritchard in Botanical Journal of the Linnean Society, Volume 65, Issue 1972, S. 260 veröffentlicht.

## Trivialnamen
Die Art Gentianella nana (Wulfen) N.M.Pritch. darf aber nicht verwechselt werden mit Gentiana pumila Jacq., die manchmal auch Zwergenzian genannt wird, für die aber auch der deutschsprachige Trivialnamen Niedriger Enzian verwendet wird.